# Beaupré Cove
Die Beaupré Cove ist eine 1,5 km breite Bucht an der Danco-Küste des Grahamlands im Norden der Antarktischen Halbinsel. Auf der Ostseite der Arctowski-Halbinsel liegt sie als Nebenbucht der Wilhelmina Bay unmittelbar nordwestlich der Piccard Cove.
Erstmals kartiert wurde sie bei der Belgica-Expedition (1897–1899) unter der Leitung des belgischen Polarforschers Adrien de Gerlache de Gomery. Das UK Antarctic Place-Names Committee benannte sie 1960 nach dem französischen Hydrographen Charles-François Beautemps-Beaupré (1766–1854), der die Offiziere der Astrolabe und der Zèlée für die von 1837 bis 1840 dauernden Antarktisexpedition Jules Dumont d’Urvilles in Vermessungsarbeiten instruierte.